# Jürgen Kruse (Regisseur)
Jürgen Kruse (* 8. Februar 1959 in Hamburg) ist ein deutscher Theaterregisseur.

## Leben
Kruse begann seine Theaterlaufbahn nach dem Realschulabschluss 1975 als Regieassistent seines Cousins, des Regisseurs und Schaubühnen-Schauspielers Roland Schäfer. Danach war er Assistent von unter anderem Hansgünther Heyme und Christof Nel. 1978 wurde er an die Berliner Schaubühne am Halleschen Ufer engagiert und arbeitete dort mehrere Jahre als Assistent von Peter Stein. Seit 1982 war er freier Regisseur, unter anderem bei Horst Statkus am Theater Basel und am Theater Luzern, blieb aber auch der Schaubühne treu. 1989 engagierte ihn Friedrich Schirmer als Oberspielleiter an das Theater in Freiburg im Breisgau, wo Kruse mit wichtigen, stilbildenden Inszenierungen seinen Ruf als einer der interessantesten und konsequentesten deutschen Jungregisseure festigte. 1993 wechselte er zu Peter Eschberg an das Schauspiel Frankfurt am Main. Seine Frankfurter Inszenierung von Henrik Ibsens Hedda Gabler wurde 1994 zum Berliner Theatertreffen eingeladen.
1995 berief ihn Leander Haußmann in das Leitungsteam des Bochumer Schauspielhauses und er blieb dort als Oberspielleiter bis zum Ende der Intendanz Haußmann im Jahr 2000. Seitdem arbeitet er wieder als freier Regisseur; neben weiteren Inszenierungen in Bochum am Thalia Theater Hamburg, am Deutschen Theater in Berlin und am Staatstheater Mainz. Er lebt in Berlin-Charlottenburg.
Jürgen Kruse wurde berühmt und berüchtigt für seine oft düsteren und selbstbezüglichen Tragödieninterpretationen, „die das Dunkle nicht scheuen“ und oft eine ästhetische Herausforderung für die Zuschauer darstellen. Kruse verwendet in jeder Inszenierung Rockmusik aus seiner in Theaterkreisen legendären Plattensammlung und bürstet Texte in Satzstellung und Betonung oft gegen den Strich. Charakteristisch für seine Arbeit sind auch die historistisch-anachronistischen Kostüme, die häufig von seiner Lebensgefährtin Caritas de Wit entworfen werden.
Kruses wichtigste dramaturgische Mitarbeiter waren Carl Hegemann und Andreas Marber. Mit einigen herausragenden Schauspielerinnen und Schauspielern hat Kruse kontinuierlich gearbeitet. Die Wechselwirkung in der gemeinsamen Theaterarbeit hat so zu der Unverwechselbarkeit des Kruse-Theaters entscheidend beigetragen. Die wichtigsten Protagonisten waren bzw. sind Jürgen Rohe, Traute Hoess, Anne Tismer, Ralf Dittrich, Wolfram Koch, Steve Karier, Judith Rosmair, Manuel Harder und Peter Jordan.

## Arbeitsweise
Der Theaterwissenschaftler Kay Philipp Baronowsky über Kruses Arbeitsweise:
„Jürgen Kruses Theater erhebt nicht den Anspruch auf avantgardistische Revolte, sondern schafft eine durch Zeichen- und Materialagglomeration ausgewiesene Kunstwelt mit sehr persönlicher Note. Der hemmungslose Zugriff auf die Zeichenreservoirs von Literatur und Popkultur und ihre Verbindung mit dem dramatischen Text, eingebettet in visuelle Materialien, die auf Welt- und Kunstgeschichte verweisen, versetzt das Theater in die Lage, ein Panorama von Erinnerungen zu erstellen, in dem die Sinne wie auf den Gängen eines Museums spazieren gehen können. Hier findet keine Repräsentation eines übergeordneten Konzeptes statt, sondern die Zusammenschau kultureller Fragmente, die vom Drama nur begleitet wird. Kruse fordert seine Zuschauer – und sich selbst – zur Erinnerungsarbeit auf. Das jeweils entstehende Gesamtbild erscheint durch seine Komplexität von außen unangreifbar, ist aber in sich äußerst zerbrechlich. Das große Risiko, das Kruse in jedem Arbeitsprozeß – und nicht durch die Präsentation der fertigen Inszenierung – eingeht, ist die Vorgehensweise, von den Stücken und Figuren ausgehend Bezüge zur eigenen, ganz persönlichen Situation zu suchen und durch das Hereinkomponieren mittels der verschiedenen Zeichenkomplexe dem Rezipienten anzubieten. Es gibt schließlich keinen festen Bezugspunkt mehr für das Auge des Betrachters, die verstreuten Massen an Ausstattung fordern selektives Schauen. Diese ästhetische Zumutung ist als Programm nicht von der Behandlung des Textes zu trennen und ergibt im Hinblick auf die erzeugte Stimmung – Ratlosigkeit und Trauer, die letztendlich jede Kruse-Inszenierung beherrschen – durchaus Sinn.“ (Katalogbeitrag zu: Leander Haußmann in Bochum – Eine Retrospektive. Bochum 2000.)
Die Theaterkritikerin Christine Dössel über Kruses Inszenierungen:
„Alle Kruse-Inszenierungen leben von einer Überfülle – einer Überfülle an Musik und Dekoration, an optischen und akustischen Zeichen, an simultanen Vorgängen und komplexen Wahrnehmungsoptionen. Seine Bühnenbilder (häufig gebaut von Steffi Bruhn) sind wie Rumpelkammern: vollgestopft mit Requisiten und Fundstücken, ausgeleuchtet in einem Dämmerlicht, in dem Konturen verschwinden und Bilder zu spuken beginnen. Dahinter steckt eine Ästhetik der Dekonzentration, des Bruchs, der Wahrnehmungsverschiebung. Nichts ist, wie es scheint, und ständig passiert mehr, als man erfassen kann. Kruses beste Arbeiten sind wie Traumgebilde, man möchte sich in sie hineinverlieren.“
Der Theaterjournalist und Dramaturg Alexander Kohlmann über Kruse:
„Eine Kruse-Premiere ist wie einen alten Bekannten wieder zu treffen. Es gibt kaum einen Regisseur in Deutschland, dessen Persönlichkeit so konsequent mit seiner Bühnenkunst verbunden ist, der immer wieder neu in die ewig gleiche Welt einlädt, mit unzähligen Zeichen, Versatzstücken, Puzzle-Teilen und Anspielungen, die Generationen von (Ex-)Hospitanten, Schauspielern und Kruse-Jüngern zuverlässig zu interpretieren wissen. Eine verlässliche Welt wie eine Art Kruse-Neverland, das irgendwo zwischen den sechziger und achtziger Jahren stehen geblieben ist. Ein Reich, in dem immer noch Platten gehört werden, Computer nie erfunden wurden und die Stones noch sehr viel jünger sind als heute.“

## Inszenierungen
1980er
- 1981 – Klassenfeind von Nigel Williams, Schaubühne Berlin (Co-Regie Peter Stein)
  - 1990 auch am Freiburger Theater mit Anne Tismer als Fetzer, 1993 auch am Schauspiel Frankfurt, 2000 am Schauspielhaus Bochum
- 1982 – Romeo und Julia von William Shakespeare, Schaubühne Berlin
- 1985 – Die Geburtstagsfeier von Harold Pinter, Schaubühne Berlin
- 1986 – Gerettet von Edward Bond, Theater Dortmund
- 1986 – Nora von Henrik Ibsen, Theater Basel
- 1987 – Die unsichtbare Hand von Sam Shepard, Schaubühne Berlin
  - 1992 auch am Theater Freiburg, 1997 auch an der Volksbühne Berlin
- 1987 – Tod eines Handlungsreisenden von Arthur Miller, Theater Luzern
  - 2001 auch am Schauspielhaus Bochum
- 1988 – Die Unvernünftigen sterben aus von Peter Handke, Theater Basel
  - 2002 auch am Schauspielhaus Bochum
- 1989 – Judith von Friedrich Hebbel, Theater Freiburg
- 1989 – Eines langen Tages Reise in die Nacht von Eugene O’Neill, Theater Freiburg

1990er
- 1990 – Wer hat Angst vor Virginia Woolf? von Edward Albee, Theater Freiburg
  - 1999 auch am Schauspielhaus Bochum
- 1990 – Prinz Friedrich von Homburg von Heinrich von Kleist, Theater Freiburg
- 1991 – Die wundersame Schustersfrau von Federico García Lorca, Theater Freiburg
  - ausgezeichnet mit dem Lorca-Preis
- 1991 – Timon, Athen von William Shakespeare, Theater Freiburg
- 1992 – Die Heimkehr von Harold Pinter, Theater Freiburg
- 1992 – Hanneles Himmelfahrt von Gerhart Hauptmann, Schauspiel Frankfurt
- 1993 – Das Mißverständnis von Albert Camus, Theater Freiburg
  - 1999 auch am Schauspielhaus Bochum
- 1993 – Hedda Gabler von Henrik Ibsen, Schauspiel Frankfurt
- 1993 – Sieben gegen Theben von Aischylos, Salzburger Festspiele
- 1993 – Medea von Euripides, Schauspiel Frankfurt
  - 1995 auch am Schauspielhaus Bochum
- 1994 – Die Perser von Aischylos, Schauspiel Frankfurt
- 1994 – König Richard der Zweite von William Shakespeare, Staatstheater Stuttgart
- 1995 – Torquato Tasso von Johann Wolfgang Goethe, Schauspiel Frankfurt
- 1995 – Musik von Frank Wedekind, Schauspielhaus Bochum
- 1996 – Messer von John Cassavetes, Schauspielhaus Bochum
- 1996 – Kabale und Liebe von Friedrich Schiller, Schauspielhaus Bochum
- 1997 – Tryin' Macbeth (as an unfinished play) von William Shakespeare, Schauspielhaus Bochum
- 1997 – Rimbaud in Eisenhüttenstadt von Andreas Marber, Schauspielhaus Bochum
- 1997 – Maria Magdalena von Friedrich Hebbel, Schauspielhaus Bochum
- 1998 – Urfaust von Johann Wolfgang von Goethe, Schauspielhaus Bochum
- 1998 – Die Sache mit der Rue de Lourcine von Eugène Labiche, Schauspielhaus Bochum
- 1999 – Fegefeuer in Ingolstadt von Marieluise Fleißer, Schauspielhaus Bochum
- 1999 – Wer hat Angst vor Virginia Woolf? von Edward Albee, Schauspielhaus Bochum
- 1999 – Der Sturm von William Shakespeare, Schauspielhaus Bochum

2000er
- 2000 – Hamlet von William Shakespeare, Thalia-Theater Hamburg
- 2001 – Das Leben ein Traum von Pedro Calderón de la Barca, Schauspiel Frankfurt
- 2001 – Die Cocktail-Party von Thomas Stearns Eliot, Deutsches Theater Berlin
- 2001 – Der stumme Diener von Harold Pinter, Schauspielhaus Bochum
  - 2005 auch am Staatstheater Mainz
- 2002 – True Dylan von Sam Shepard, Schauspielhaus Bochum
- 2002 – Desire – Gier unter Ulmen von Eugene O’Neill, Thalia-Theater Hamburg
- 2003 – Salome von Oscar Wilde, Deutsches Theater Berlin
- 2004 – Bluthochzeit von Federico García Lorca, Schauspielhaus Bochum
- 2004 – Tryin´Othello von William Shakespeare, Deutsches Theater Berlin
- 2005 – Unter Aufsicht von Jean Genet, Staatstheater Mainz
- 2006 – Die Glasmenagerie von Tennessee Williams, Luzerner Theater
- 2007 – Beat Generation von Jack Kerouac, Schauspiel Köln
- 2008 – Don Juan (like a rolling stone) von Molière, Centraltheater Leipzig
- 2009 – Auf der großen Straße : Tod des Empedokles von Anton Tschechow/Friedrich Hölderlin, Theater Oberhausen
- 2009 – Die Geburtstagsfeier von Harold Pinter, Schauspiel Köln

2010er
- 2010 – Das Leben ein Traum (was sonst) von Pedro Calderón de la Barca, Schauspiel Köln
- 2010 – Jedermann von Hugo von Hofmannsthal, Centraltheater Leipzig
- 2011 – „Easy Rider“ nach dem gleichnamigen Film, Centraltheater Leipzig
- 2013 – Draussen vor der Tür von Wolfgang Borchert, Schauspiel Frankfurt
- 2015 – Seid nett zu Mr. Sloane von Joe Orton, Schauspiel Frankfurt
- 2015 – Leonce und Lena von Georg Büchner, Schauspiel Frankfurt
- 2016 – One for the Road / Der stumme Diener von Harold Pinter, Schauspiel Frankfurt[3]
- 2017 – Das Missverständnis von Albert Camus, Deutsches Theater Berlin[4]
- 2019 – Glaube Liebe Hoffnung von Ödön von Horváth am Deutschen Theater Berlin[5]